# Allenatori dell'Hockey Club Lev
Sono 5 gli allenatori ad avere avuto la conduzione tecnica dell'HC Lev (in un'occasione con incarico ad interim).
Il primo allenatore della storia dell'HC Lev fu il ceco Radim Rulik; con lui il Lev debutto nella KHL durante la stagione 2011-12. Durante la stagione di debutto,  l'HC Lev non riuscì a qualificarsi per i playoff e concluse al 21º posto, frutto di 54 punti in 54 partite.
Dopo il Trasferimento della squadra da Poprad a Praga all'inizio della stagione 2012-2013; la nuova proprietà decise di affidare l'incarico al ceco Josef Jandac ma a fine ottobre 2012 venne sollevato dal incarico casato da 9 sconfitte negli ultimi dieci incontri e ad interim la squadra fu affidata al duo ceco-russo formato da Jiri Kalous e Vitaly Karamnov, il 6 novembre 2012 cedettero il ruolo di allenatore a Vaclav Sykora nominato da poco quale nuovo allenatore del Lev..

## Lista degli allenatori
- 2011-2012 -  Radim Rulik
- 2012-2013 -  Josef Jandac poi  Jiri Kalous e  Vitaly Karamnov poi  Vaclav Sykora
- 2012-2013 -  Vaclav Sykora

## Statistiche
| Nome            | periodo        | Stagione regolare | Stagione regolare | Stagione regolare | Stagione regolare | Stagione regolare | Stagione regolare | Stagione regolare | Playoff | Playoff | Playoff | Playoff | Playoff |
| Nome            | periodo        | PG                | V                 | VS                | VR                | P                 | PS                | PR                | PG      | V       | VS      | P       | PS      |
| --------------- | -------------- | ----------------- | ----------------- | ----------------- | ----------------- | ----------------- | ----------------- | ----------------- | ------- | ------- | ------- | ------- | ------- |
| Radim Rulik     | 2011-2012      | 54                | 13                | 0                 | 3                 | 29                | 5                 | 4                 | -       | -       | -       | -       | -       |
| Josef Jandac    | 2012           | 19                | 7                 | 0                 | 1                 | 10                | 0                 | 1                 | -       | -       | -       | -       | -       |
| Jiri Kalous     | 2012 (Interim) | 4                 | 1                 | 0                 | 0                 | 2                 | 1                 | 0                 | -       | -       | -       | -       | -       |
| Vitaly Karamnov | 2012 (Interim) | 4                 | 1                 | 0                 | 0                 | 2                 | 1                 | 0                 | -       | -       | -       | -       | -       |
| Vaclav Sykora   | 2012-presente  | 29                | 15                | 0                 | 0                 | 11                | 2                 | 1                 | 4       | 0       | 0       | 2       | 2       |